# モルガン・シャスター

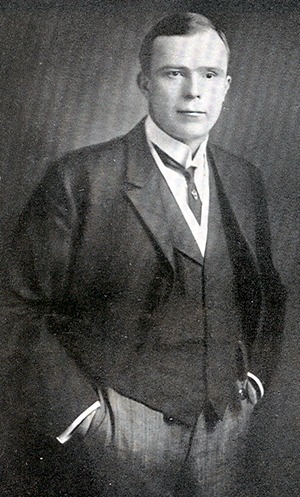
モルガン・シャスター

モルガン・シャスター（英語: William Morgan Shuster, 1877年 - 1960年）はアメリカの法律家。ガージャール朝時代のイランに招かれ、総財務官（Treasury-General）を務めた。
イラン立憲革命後の第二次立憲制時代にマジュレス（議会）の支持を受けて招かれ、1911年2月からガージャール朝の総財務官となった。恣意的な運用で大きな財政赤字を生じていたイラン財政を立て直すために奮闘したが、イランに影響力を有していたイギリス・ロシアはこの改革を警戒し、対立を生じた。ロシアはシャスターの罷免を要求し、同年ロシア軍がテヘランに侵攻し議会を砲撃するなどの圧力をかけた結果、シャスターは追放された。